# Amir Karokulow
Amir Karokulow (tadż. Амир Бӯриевич Қароқулов) (ur. 15 lipca 1942 w miejscowości Wilajet surchandaryjski, zm. 10 marca 2014 w Duszanbe) – tadżycki polityk, kandydat na urząd prezydenta w wyborach prezydenckich w 2006 roku, z ramienia Partii Agrarnej Tadżykistanu. Uzyskał 5,21% głosów.
Ukończył studia na wydziale zootechniki Tadżyckiego Instytutu Rolniczego. Przez wiele lat pełnił obowiązki przewodniczącego badawczego instytutu Zoologicznego.